# Another Planet / Voyager
„Another Planet” / „Voyager” – pierwszy singel z albumu australijsko–brytyjskiego zespołu Pendulum pt. Hold Your Colour. Został wydany 23 lutego 2004 przez wytwórnię Breakbeat Kaos. Singel notowany był na czterdziestym szóstym miejscu brytyjskiej listy przebojów i na pierwszym w zestawieniu najpopularniejszych utworów tanecznych w Wielkiej Brytanii.
Utwór „Another Planet” zawiera sample utworów „Skin o’ My Teeth” zespołu Megadeth, „The Red Weed (Part 1)” Jeffa Wayne’a i powstałego na potrzeby ścieżki dźwiękowej do filmu Godzilla kontra Mothra „Gojira Tai Mosura” autorstwa Akiry Ifukube.

## Lista utworów
12" vinyl single
(wydany 23 lutego 2004)
A „Another Planet” – 7:33
AA „Voyager” – 6:07
12" picture disc
(wydany 23 lutego 2004)
A „Another Planet” – 7:33
AA „Voyager” – 5:41

## Notowania na listach przebojów
| Lista                                  | Najwyższa pozycja |
| -------------------------------------- | ----------------- |
| Wielka Brytania (Singles Top 100)      | 46                |
| Wielka Brytania (Top 40 Dance Singles) | 1                 |